# Julian Paul
Pour les articles homonymes, voir Julian et Paul.
Julian Paul,  né le 6 janvier 1921, est un peintre et illustrateur américain,.